# Unmei no hito
Nankyoku Tairiku Ataru
Unmei no hito (運命の人, litt. Homme du destin) est une série télévisée japonaise en dix épisodes de 54 minutes diffusée entre le 15 janvier et le 18 mars 2012 sur TBS.

## Synopsis
La série revient sur le scandale ayant entouré la rétrocession de l'île d'Okinawa par les États-Unis au Japon dans les années 1970. Elle parle notamment des relations entre le pouvoir et la presse.

## Distribution
- Masahiro Motoki : Ryotaro yuminari
- Takako Matsu : Yuriko
- Yōko Maki : Akiko miki
- Nao Ōmori : Kazuo yamabe
- Kin'ya Kitaōji : Kei Sahashi